# Червен контур
„Червен контур“ (на хърватски: Crvena petlja) е картина от хърватския художник Иван Кожарич от 1969 г.
Абстрактната картина е нарисувана с гваш върху хартия и е с размери 2 x (84 x 60) cm. Момента, в който в творчеството на хърватския художник Иван Кожарич се появява линейният мотив, в края на 1960-те години, той рисува тази примка. Картината е завършена през 1969 г., като част от цикъла „Пъзели“, който завършва през 1999 г. със скулптурата с монументални размери, наречена „Възход“.
Картината е част от колекцията на Музея за съвременно изкуство в Загреб, Хърватия.